# Det sista äventyret
Det sista äventyret è un film drammatico del 1974 diretto da Jan Halldoff.

## Trama
Jimmy viene licenziato a causa dei suoi strani comportamenti, venendo considerato uno squilibrato. In famiglia è succube della madre e della fidanzata. Cercando di uscire da questa situazione trova impiego come insegnante di biologia e si allontana dai cari affittando un appartamento. Questi frangenti lo portano a scoprirsi e contemporaneamente ad innamorarsi di una sua studentessa.

## Riconoscimenti
Guldbagge - 1975
Miglior film
Miglior attore a Göran Stangertz